# Nadia Gray
Nadia Gray (23 noiembrie 1923, București – 13 iunie 1994, New York) a fost o actriță de origine română.

## Biografie
S-a născut dintr-un tată rus și o mamă basarabeancă (ambii de etnie evreiască) și se numea Nadia Kujnir-Herescu. A studiat la Liceul „Carmen Sylva“ din București. Debutează pe scena teatrului românesc încă de la vârsta de 15 ani interpretând diverse roluri pe scena Teatrului Majestic (astăzi o sală a Teatrului Odeon purtând acest nume), unde este admirată în următorii ani. S-a căsătorit cu celebrul prinț Constantin („Bâzu") Cantacuzino, aviator în timpul războiului. Împreună cu acesta, a părăsit România la sfârșitul anilor 1940, după al Doilea Război Mondial, la instaurarea comunismului, și s-a refugiat la Paris. Mai târziu, cuplul avea să se stabilească în Spania. A debutat în film în 1949. Poate că cel mai cunoscut rol al său a fost în La dolce vita (1960), capodopera lui Fellini.
A decedat la vârsta de 70 de ani în urma unei comoții cerebrale.

## Activitate profesională
Cariera cinematografică a Nadiei, începe debutând în producția franco-austriacă „L'Inconnu d'un soir“ (1949), în care joacă alături de actorul francez Claude Dauphin.  Tot în 1949 joacă în „Păianjenul și musca“, în care interpretează rolul lui Madeleine Saincaize, o femeie îndrăgostită de un hoț, iar în același an este și contesa de Lémoncourt în „Monseniorul“. În 1951, joacă rolul văduvei Alix Delaisse din filmul „Noaptea fără stele“. Interpretează diverse roluri, multe principale, în producții franțuzești, englezești și italiene. Astfel, este agent secret în „Domnul Potts merge la Moscova“ (1952), Cristina Vernini în filmul biografic despre compozitorul italian Giacomo Puccini (1953), principesa Alina în „Ivan, fiul diavolului alb“ (1953). De-a lungul carierei joacă alături de nume cunoscute atât pe scena teatrului, cât și în filme: Marcello Mastroianni, Vittorio de Sica, Rossano Brazzi, Maurice Ronet, Gabriele Ferzetti, Brigitte Bardot („La Parisienne“, 1957), Frank Sinatra („The Naked Runner“, 1967), Errol Flynn, Peter Sellers („Mr.Topaze“, 1961), Audrey Hepburn și Albert Finney („Two for the Road“, 1967).
În 1960, „La Dolce Vita“, filmul controversat al lui Federico Fellini ce îi aduce faimosul premiu Palm d'Or și un Oscar pentru costume.

## Filmografie parțială
- 1949 The Spider and the Fly
- 1951 Valea vulturilor	(Valley of Eagles), regia Terence Young
- 1952 Top Secret
- 1954 Casa Ricordi, regia Carmine Gallone
- 1959 The Captain's Table
- 1960 La dolce vita, regia Federico Fellini
- 1960 Candide ou l'optimisme au XXe siècle
- 1961 Domnul Topaze ("Mr. Topaze"), regia Peter Sellers
- 1963 Maniac
- 1967 The Oldest Profession (segmentul „Aujourd'hui”)
- 1967 Two for the Road
- 1967 The Naked Runner